# 草户千轩町
草户千轩町曾经是日本的一个城市，存在于镰仓时代和室町时代。17世纪书籍《备阳六郡志》曾经记载过该城市，该城市约有38万人口，1673年被洪水淹没，但很长一段时间并无任何证据证明有该城市存在。1930年，草户千轩町的遗迹被发现。目前学者对草户千轩町消失的原因尚有争议。